# Srđan Vasiljević
Srđan Vasiljević (Belgrado, 1º aprile 1973) è un allenatore di calcio ed ex calciatore serbo, di ruolo difensore.

## Carriera

### Giocatore
Cresciuto nelle giovanili della Stella Rossa di Belgrado, Vasiljević giocò per Radnički Beograd , Borac Čačak (due volte), Obilić , Rad e Sartid Smederevo, prima di trasferirsi all'estero. All'inizio del 2001, Vasiljevic firmò con la squadra rumena del Dinamo Bucureşti, mentre nel 2002 si accasò con i kazaki del Kairat, disputando nove incontri quella stagione. Con i kazaki, Vasiljevic fece anche due presenze nella Coppa UEFA 2002-03.

### Allenatore
Dopo aver appeso le scarpe al chiodo, Vasiljevic intraprese la carriera dell'allenatore. Gestì le squadre serbe del Javor Ivanjica (due volte), Čukarički e BSK Borča. Nel dicembre 2017, Vasiljević viene presentato come commissario tecnico dell'Angola, con la quale prese parte alla Coppa d'Africa 2019.

## Palmarès

### Giocatore

#### Competizioni nazionali
- Coppa di Romania: 1

Dinamo Bucarest: 2000-2001